# Szaroziemy

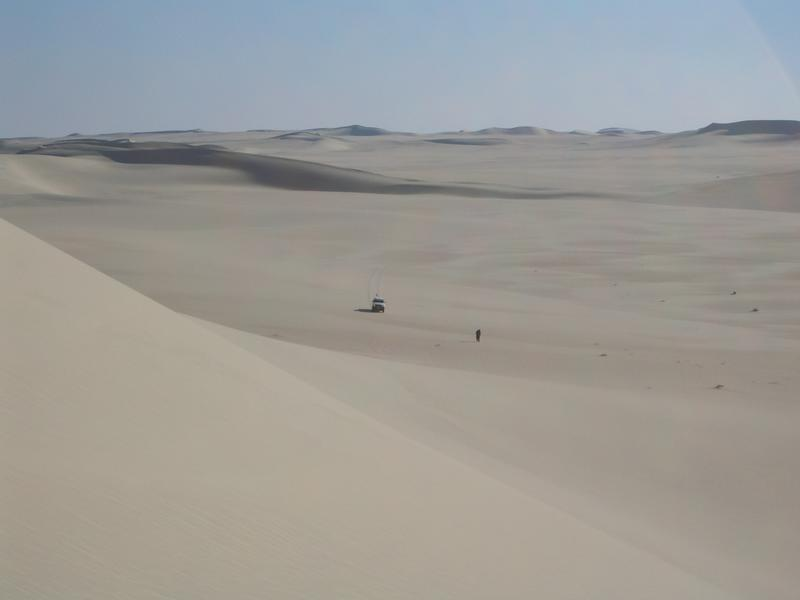
Szaroziemy na Saharze

Szaroziemy pustynne – gleby występujące na obszarach pustynnych i półpustynnych, gleby te są oprócz gleb czerwonych i czerwonawych typowymi glebami pasa podzwrotnikowego. Szaroziemy wykazują również cechy gleb inicjalnych, szczególnie jeśli występują w terenach przygórskich, np. w zachodnich Stanach Zjednoczonych.

## Występowanie
Szaroziemy występują głównie w Azji, Afryce i Ameryce Północnej. Gleby szare w dużej mierze związane są z klimatem. Często w miejscach, w których jest nieco więcej wilgoci, przechodzą w gleby szarobrązowe i brązowe.

## Roślinność
Brak roślinności i niedobór wody jest przyczyną niskiej zawartości próchnicy, ok. 1-1,5%. Na olbrzymich obszarach pustyń brak jest w ogóle gleby, gdyż warstwa zwietrzeliny nie jest przetwarzana przez organizmy żywe. Szaroziemy, po długich i kosztownych procesach nawadniania i odsalania, mogą nadawać się do uprawy, jednakże wówczas przekształcają się w gleby szarobrązowe i brązowe. 